# Wienkonventionen om traktaträtten
Wienkonvention om traktaträtten definierar hur den internationella rätten skall vara utformad och tillämpas för mellanstatliga traktat och jus cogens. Konventionen antogs i Wien 1969 och är gällande från 27 januari 1980 och hade ratificerats av 114 länder i april 2014. Konventionen har tagits fram under ledning av FN-organet International Law Commission.
Den innehåller grundläggande bestämmelser om bland annat traktaters ingående och ikraftträdande, reservationer, Pacta sunt servanda, jus cogens, tolkning och tillämpning, ändringar, ogiltighet och upphörande.